# 糖冬瓜
糖冬瓜是糖與冬瓜的醃漬物，通常不直接食用。

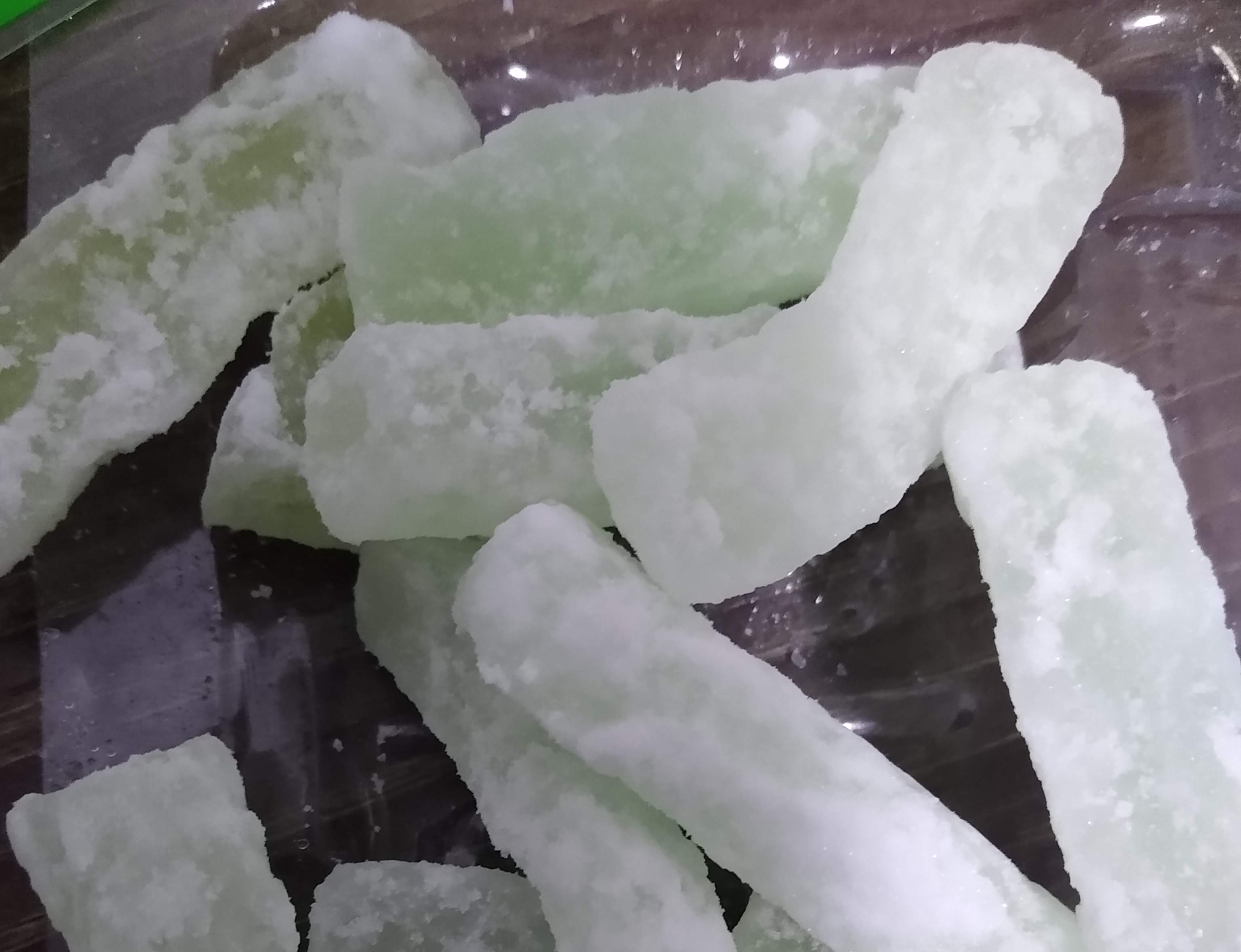
經過醃漬而成的糖冬瓜

加入大量糖粉便是全盒中的糖冬瓜，這種糖冬瓜也是糖冬瓜糖水的原料之一。
糖冬瓜亦是老婆餅或者月餅的餡料。